# Палян, Ани Гагиковна
Ани Гагиковна Палян (род. 21 августа 1990, Тбилиси) — украинская и российская пловчиха — паралимпийка. Призёр Паралимпийских игр 2012 в Лондоне, многократная чемпионка мира, многократная чемпионка и рекордсменка России, заслуженный мастер спорта Украины и мастер спорта России международного класса по плаванию среди спортсменов с поражением опорно-двигательного аппарата.

## Биография
Родилась 21 августа 1990 года в Тбилиси. Диагноз — ДЦП. В 1991 году родители Ани переехали в Крым, так как врачи рекомендовали лечить ребёнка сакскими грязями. В 8 лет начала плавать с целью укрепления здоровья в бассейне Дворца культуры профсоюзов в Симферополе, а затем в Евпатории.
С 10 лет принимает участие в соревнованиях. В 14 лет выполнила звание кандидата в мастера спорта, в 16 лет становится мастером спорта Украины. 
С 2008 года тренируется у Марины Лесковской. С 2009 года по 2013 год входила в состав сборной Украины. Выступая за Украину, выиграла бронзовую медаль на летних Паралимпийских играх 2012 года в Лондоне, две золотые и две бронзовые медали на чемпионатах мира. В 2013 году ей было присвоено звание заслуженного мастера спорта Украины. В 2014 году приняла российское гражданство.
На чемпионате России по плаванию 2014 среди лиц с ПОДА установила 4 рекорда России — 50 м в/с, 200 м в/с, 400 м в/с, 50 м баттерфляем и одержала победы в данных дисциплинах. На следующем чемпионате России (2015) победила на дистанциях 50 метров вольным стилем (с результатом 33,83 сек), 50 баттерфляем (38,67 сек), 400 вольным стилем (5 мин 24,97 сек), 200 комплексным плаванием (3 мин 18,06 сек) и 100 вольным стилем (1 мин 13,48 сек), а также установила рекорды России на дистанциях 50 и 400 метров вольным стилем. 
В 2015 году стала чемпионкой мира, а также завоевала серебро и три бронзовых медали мирового первенства.
В 2018 году вступила в общественное движение Putin Team.

## Награды
- Орден княгини Ольги III степени (2012)[7]
- Знак отличия «Звезда славы и почета» (2012)[8]
- Заслуженный работник физической культуры и спорта Автономной Республики Крым (2012)[9]
- Заслуженный мастер спорта Украины (2013)[10]
- Мастер спорта России международного класса (2014)
- Лучшая спортсменка Республики Крым в 2014 году в категории «Взрослые»[11]
- Медаль Республики Крым «За доблестный труд» (2016)[12]
- Премия Государственного Совета Республики Крым спортсменам и тренерам (2020)[13]
- Отличительный знак Главы Республики Крым «Часы от Главы Республики Крым» (2021)[14]